# 狼行者
《狼行者》（英語：Wolfwalkers）是2020年爱尔兰、卢森堡、法国三国合制动画奇幻冒险片，由汤姆·摩尔和罗斯·斯图尔特导演，安纳·克奈夫西、伊娃·惠特克、西恩·賓、西蒙·麦克伯尼、汤米·蒂尔南、乔恩·肯尼、约翰·莫顿和玛丽亚·道尔·肯尼迪配音，与《凱爾經的秘密》和《海洋之歌》一道隶属于摩尔“爱尔兰民间传说三部曲”，而本作是最终作。影片于2020年9月12日在多倫多國際影展首映，10月26日英国上映，11月13日北美上映，12月2日爱尔兰上映，12月11日登陆Apple TV+，12月16日法国上映，获得不俗的口碑。2021年7月3日在中国首映。
影片讲述了年轻的猎人学徒罗萍·古德费洛与父亲来到爱尔兰，在那个迷信和魔法盛行的年代消灭最后的狼群。罗萍在探索城墙外的禁忌之地时，和自由奔放的女孩梅布成为朋友，据传梅布所在的部落在夜里会变成狼人。在寻找梅布失踪母亲的时候，罗萍发现了一个秘密，吸引父亲进入秘密之地，而自己也变成了父亲执意消灭的东西。電影获衛星獎最佳動畫或混合媒體奖。以及奥斯卡金像奖、金球奖和英国电影学院奖提名，在第48屆安妮獎共獲得十項獎項提名，最終贏得五個獎項。

## 剧情
1650年的爱尔兰，基尔肯尼镇的居民在专横的护国公奥利弗·克伦威尔的命令下，冒着在狼群发生冲突的风险，前往铲除邻近的林地。英国猎人比尔·古德费洛与和桀骜不驯的女儿罗萍前去基尔肯尼，接受护国公召见，奉命清除狼群。罗萍想帮比尔一把，于是带上宠物隼梅林，秘密跟着他出城。罗萍在射箭击杀狼的时候，意外射中梅林。之后一位神秘的女孩将梅林带进树林，罗萍决定上前跟随。罗萍找到梅林的时候，他竟神奇地治愈了，然而一头幼狼突然出现，将罗萍吓得不轻，掉进了陷阱。幼狼把她救了出来，但她要跟幼狼打一架，结果被咬伤。罗萍在梅林和幼狼的引领下进入狼窝，最终发现这只狼就是先前的那位少女。少女叫梅芙，自称“狼行者”，夜里睡着的时候魂魄会变成狼。罗萍和梅布自此成了好朋友。梅布说她的母亲摩尔一直在为他们寻找新家，结果魂魄一直没回来，现在还在沉睡。回到家中，罗萍竭力让比尔相信狼群的确存在，反而被比尔责备贸然进入丛林。
第二天，罗萍依照护国公吩咐在杂务间工作时，被一把藏在隐匿笼子里的声音引诱进护国公的房间，结果被佣人头头轰了出来。晚上睡觉的时候，罗萍发现自己灵魂出窍，变成一只狼，相信是梅芙咬了她，让她变成了狼人。罗萍回到树林，梅芙帮她适应新身份。回到基尔肯尼，罗萍溜进护国公的庄园，发现摩尔被笼子锁住。摩尔了解到护国公计划将丛林烧光，一举消灭狼群，向居民证明自己可以驯服狼群乃至大自然，树立统治权威，希望她尽快敦促梅布带上狼群离开。罗萍恳求护国公放走摩尔，但被无视，还以消除狼群不力为由将比尔降职为步兵。
由于害怕彼此分离，罗萍和比尔只好照做。一直等待罗萍回来的梅布来到镇上，从罗萍的口中了解到母亲的警告，但罗萍因为担心个人安全，拒绝救她母亲。梅芙伤心之余，只好单独行动。护国公将摩尔示众，梅芙冲上前，但被比尔控制住，摩尔见状咬了比尔，梅芙得以逃走，发誓要带上狼群一起来救她。护国公命令比尔杀死摩尔，并立刻派大军烧林。罗萍从比尔手中救走摩尔，让摩尔与梅芙重逢，带上狼群反攻基尔肯尼，得到梅布宽恕。比尔上前追杀，用箭射中了摩尔，让摩尔的狼人形态变成魂魄，回到狼穴的人体形态中，带领罗萍、梅芙和狼群大军。护国公率大军抵达，开始焦土政策。梅芙救治身负重伤的摩尔时，罗萍和狼群围困军队。梅芙召唤罗萍和狼群，意识到需要他们掩护她医治摩尔，但罗萍在对付敌军的大炮时被轰倒。就在护国公准备杀死罗萍的时候，先前被摩尔咬伤的比尔变成狼保护罗萍，以狼的形态击败护国公。护国公没让比尔杀死他，而是跳崖自杀。
罗萍和比尔回到狼穴，协助梅芙治愈摩尔，在摩尔的邀请下留在狼穴，接受狼人的新身份。后来，她们一起去北方找新家。

## 配音阵容
- 安纳·克奈夫西（英语：Honor Kneafsey） 饰 罗萍·古德费洛（Robyn Goodfellowe），猎人学徒，比尔女儿
- 伊娃·惠特克（Eva Whittaker）饰 梅芙·奥格·迈克蒂尔（Mebh Óg MacTíre），狼人，摩尔女儿
- 西恩·賓 饰 比尔·古德费洛（Bill Goodfellowe），猎人，罗萍父亲
- 汤米·蒂尔南（英语：Tommy Tiernan） 饰 西恩·奥格（Seán Óg），樵夫，曾被狼人治愈，自此相信狼人存在
- 玛丽亚·多伊尔·肯尼迪（英语：Maria Doyle Kennedy） 饰 摩尔·迈克蒂尔（Moll MacTíre），狼群的首领，梅布母亲
- 西蒙·麦克伯尼（英语：Simon McBurney） 饰 奥利弗·克伦威尔，护国公
- 乔恩·肯尼（英语：Jon Kenny） 饰 内德·斯特林（Ned Stringy）
- 约翰·莫尔顿（John Morton）饰 矮个子
- 保罗·扬（英语：Paul Young (producer)） 饰 牧羊人
- 挪拉·托美（英语：Nora Twomey） 饰 护国公杂务间首席管家
- 奥利弗·麦克格拉斯（Oliver McGrath）饰 帕德拉格（Padraig），基尔肯尼镇的小恶霸
- 尼姆·莫伊尔斯（Niamh Moyles）饰 鱼贩子

## 制作
2018年9月8日，苹果买下影片版权。影片由汤姆·摩尔和罗素·斯图尔特执导，威尔·科林斯编剧。影片采用木刻质感画风及宽松的表现式线条，呈现独特的另类二维风格。
摩尔的长期合作者布鲁诺·库莱与民谣组合Kíla为影片创作原创配乐。挪威创作歌手歐若拉演唱个人单曲《與狼奔跑》的重制版。

## 发行
影片于2020年9月12日在多倫多國際影展全球首映，10月26日由Wildcard Distribution在英国发行，11月13日由GKIDS在北美发行。
日本和中国的发行则由Child Film和Value & Power Culture Communications分别负责。
英国原定于与爱尔兰同日上映该片，该受2019冠状病毒病疫情电影院停业措施影响延期，改为12月2日上映。
影片于2020年12月11日上线Apple TV+，后来于12月16日由Haut et Court在法国上映。3月，Deadline宣布影片会在北美指定影院重映，首场于19日在纽约安吉利卡电影中心进行。

## 主題和解讀
《Little White Lies》的卡莉·佩奇（英語：Callie Petch）在分析文章寫道，電影裡的當地人和定居者因恐懼、武力和文化、強加宗教而保持一致。它的主題探討了外來者對愛爾蘭本土文化的破壞和無知，這些外來者將他們的宗教更像是一場清教徒的十字軍東征——父權制、專橫、資本主義、權力創造權利，「工作就是祈禱」——與自由和環境和諧形成鮮明對比英國人試圖壓制愛爾蘭的神話文化，電影裡特別用嚴格的、組織嚴密的、高度對稱的，並且有意地以z 軸平面排列呈現英國人的城鎮，與狼群和狼行者稱之為家的愛爾蘭森林色彩鮮豔，流淌著繪畫般的色彩成為對比。
卡莉稱羅萍與梅布間的故事和關係，適用於無法適應社會期望和嚴格強制的性別角色的幼兒的故事，他們發現——當接觸到不同的觀點和類似的孩子時，他們已經設法實現了他們的想法自我意識 - 後來接受了他們新生的古怪。羅萍在故事初期因為性別的緣故，不斷被包含父親、城鎮居民、守衛、欺負她的孩子們等人貶低和忽視她冀望成為獵人的志向，同時受鎮上環境影響接受當地對狼群的妖魔化信念，直至與梅布相遇讓她的世界觀有所改變，這般成長弧線反映出許多酷兒青少年在成長過程中與性和性別不安鬥爭的鬥爭。其中羅萍與梅布發掘狼行者型態的樂趣，搭配歐若拉的歌曲《Running With The Wolves》在林間奔跑的場景，戲劇化了一個安全的酷兒空間的無限自由。能夠與真正看到當事者的人，一起成就完整的真實自我的激動和喘息。羅萍的轉變同時讓她的父親比爾對狼群的同情心越來越強，由於比爾在早些時候被梅布的母親摩爾咬了一口，導致他完全擁抱她的真實自我，並認識到羅萍在內心深處仍然是羅萍。她指稱，護國公圍困村民的恐懼統治方式，分別為模糊的「他者」的妖魔化和替罪羊旨在使無產階級保持一致，將被定位為「野蠻」的群體需要被「馴服」和「文明化」作為無可置疑的權威的象徵，這些一直是針對LGBT群體的現代順式父權社會制度的基石，另一方面，狼只在走投無路時才訴諸暴力作為絕望的自衛行為，但因此被描繪成野蠻的怪物，這再次與酷兒激進主義的歷史相提並論，反對暴力不必要的侵略性機構。

## 评价

### 票房
截至2020年12月，影片全美票房达229,041美元。北美票房尚未公布。

### 专业评价
《狼行者》獲得媒體與影評家的高度評價，汇总媒体烂番茄收录173条评论，新鲜度99%，平均得分8.7/10。网站共识写道：“《狼行者》这部史诗级别的空灵奇幻剧在深邃哲学思想及出色配音带动下，呈现出一趟令人着迷的凯尔特式冒险。”，在該網站排名2020年度最高評價動畫電影第2名。Metacritic收录28条评论，平均得分87/100，表示“普遍好评”，同時獲得「必看佳作（Must-See）標籤」。
《Slate》指影片是年度最佳动画电影，尽管有些地方的音调不太匹配场景，有点弱，但剧本比较充实，恰如其分地展现作品的美感及技术能力。《綜藝》彼得·德布鲁格（Peter Debruge）认为：“《凱爾經的秘密》上映十年来，这部影片在体现摩尔最令人赞叹的技术创新之余，彰显文化交流的迅速发展。摩尔借助永恒的视觉影响力，将所有元素融合在一起，为观众留下了另一段令人赞叹的复古艺术品。”2020年12月，《時代雜誌》列出50部在串流媒體撥放適合闔家觀賞的電影（英語：Family Movies）佳片，本片榜上有名。2022年，《IndieWire》列出21世紀最佳41部動畫電影名冊裡，本片排名第6名。《Collider》的狄耶哥·彼涅達·帕切克（英語：Diego Pineda Pacheco）將本片列入「十部世界神話迷必看的電影」名冊。

### 奖项
Metacritic归纳多家媒体的年终榜单，将影片列为该站年度榜单第26位。2022年5月，該片在Metacritic名列影史百大動畫電影第33名。
IndieWire的231名影评人将影片列为2020年最佳电影榜单第32位。
| 大奖                    | 典礼日期       | 奖项                       | 获得者 | 结果   | 参考          |
| ----------------------- | -------------- | -------------------------- | --- | ------ | ------------- |
| 奥斯卡金像奖            | 2021年4月25日  | 最佳動畫片                 | 汤姆·摩尔、罗素·斯图尔特、保罗·扬和斯蒂芬·罗兰特 | 提名   | [ 35 ]        |
| 美国电影学会电影节      | 2020年10月23日 | 最佳故事片                 | 汤姆·摩尔和罗素·斯图尔特 | 獲獎   | [ 36 ]        |
| 女性电影记者联盟        | 2021年1月4日   | 最佳动画片                 | 《狼行者》 | 提名   | [ 37 ]        |
| 女性电影记者联盟        | 2021年1月4日   | 最佳动画女性               | 伊娃·惠特克 | 提名   | [ 37 ]        |
| 女性电影记者联盟        | 2021年1月4日   | 最佳动画女性               | 安纳·克奈夫西 | 提名   | [ 37 ]        |
| 美国电影剪辑师          | 2021年4月17日  | 最佳动画片剪辑             | 达拉格·伯恩、里奇·科迪、达伦·福尔摩斯，ACE | 提名   | [ 38 ]        |
| 安妮獎                  | 2021年4月16日  | 最佳動畫片獎 (獨立製作)    | 《狼行者》 | 獲獎   | [ 39 ]        |
| 安妮獎                  | 2021年4月16日  | 最佳特效                   | 金·凯利（Kim Kelly）、莱娜·莱克林（Leena Lecklin）、弗雷德里克·普鲁米（FrédéricPlumey）、阿尔穆·雷东多（Almu Redondo）和妮可·斯托克（Nicole Storck） | 提名   | [ 39 ]        |
| 安妮獎                  | 2021年4月16日  | 最佳长片角色动画           | 伊曼纽尔·阿斯奎尔-布拉萨特（Emmanuel Asquier-Brassart）                                                                                              | 提名   | [ 39 ]        |
| 安妮獎                  | 2021年4月16日  | 最佳长片角色设计           | 费德里科·皮罗瓦诺（Federico Pirovano） | 獲獎   | [ 39 ]        |
| 安妮獎                  | 2021年4月16日  | 最佳长片导演               | 汤姆·摩尔和罗素·斯图尔特 | 獲獎   | [ 39 ]        |
| 安妮獎                  | 2021年4月16日  | 最佳长片音乐               | 布鲁诺·库莱和Kíla | 提名   | [ 39 ]        |
| 安妮獎                  | 2021年4月16日  | 最佳长片布景               | 玛丽·佩雷贾（María Pareja）、罗素·斯图尔特和汤姆·摩尔                                                                                                | 獲獎   | [ 39 ]        |
| 安妮獎                  | 2021年4月16日  | 最佳长片分镜               | 纪尧姆·洛林（Guillaume Lorin） | 提名   | [ 39 ]        |
| 安妮獎                  | 2021年4月16日  | 最佳长片配音               | 伊娃·惠特克 饰 梅布·奥格·迈克蒂尔 | 獲獎   | [ 39 ]        |
| 安妮獎                  | 2021年4月16日  | 最佳长片编剧               | 威尔·科林斯 | 提名   | [ 39 ]        |
| 艺术指导工会奖          | 2021年4月10日  | 艺术指导工会奖最佳动画布景 | 罗素·斯图尔特、汤姆·摩尔和玛丽·佩雷贾 | 提名   | [ 40 ]        |
| 奥斯汀影评人协会        | 2021年3月19日  | 最佳动画片                 | 《狼行者》 | 獲獎   | [ 41 ]        |
| 波士頓影評人協會        | 2020年12月13日 | 最佳动画片                 | 《狼行者》 | 亚军   | [ 42 ]        |
| 英国电影学院奖          | 2021年4月11日  | 最佳动画片                 | 汤姆·摩尔、罗素·斯图尔特和保罗·扬 | 提名   | [ 43 ]        |
| 芝加哥影评人协会        | 2020年12月21日 | 最佳动画片                 | 汤姆·摩尔、罗素·斯图尔特、挪拉·托美和保罗·扬 | 獲獎   | [ 44 ]        |
| 评论家选择超级奖        | 2021年1月10日  | 最佳动画电影               | 《狼行者》 | 提名   | [ 45 ]        |
| 评论家选择超级奖        | 2021年1月10日  | 最佳动画女配音             | 安纳·克奈夫西 | 提名   | [ 45 ]        |
| 评论家选择超级奖        | 2021年1月10日  | 最佳动画女配音             | 伊娃·惠特克 | 提名   | [ 45 ]        |
| 达拉斯—沃斯堡影评人协会 | 2021年2月10日  | 最佳动画片                 | 《狼行者》 | 亚军   | [ 46 ]        |
| 底特律影评人协会        | 2021年3月8日   | 最佳动画片                 | 《狼行者》 | 提名   | [ 47 ]        |
| 多利安奖                | 2021年4月18日  | 最佳视觉效果               | 《狼行者》 | 提名   | [ 48 ]        |
| 都柏林影评圈            | 2020年12月18日 | 最佳爱尔兰电影             | 《狼行者》 | 獲獎   | [ 49 ]        |
| 歐洲電影獎              | 2021年4月25日  | 青年观众奖                 | 汤姆·摩尔和罗素·斯图尔特 | 提名   | [ 50 ]        |
| 佛罗里达影评人协会      | 2020年12月21日 | 最佳动画片                 | 《狼行者》 | 亚军   | [ 51 ]        |
| 大西紐約影評人協會      | 2020年12月31日 | 最佳動畫片                 | 《狼行者》 | 獲獎   | [ 52 ]        |
| 國際電影樂評人協會      | 2021年2月18日  | 動畫長片最佳原創配樂       | 《狼行者》（Bruno Coulais作曲） | 提名   | [ 53 ]        |
| 乔治亚影评人协会        | 2021年3月12日  | 最佳动画片                 | 《狼行者》 | 提名   | [ 54 ]        |
| 金球獎                  | 2021年2月28日  | 最佳动画片                 | 《狼行者》 | 提名   | [ 55 ]        |
| 哥谭奖                  | 2021年1月11日  | 观众奖                     | 《狼行者》 | 提名   | [ 56 ]        |
| 哥谭奖                  | 2021年1月11日  | 最佳国际电影               | 汤姆·摩尔、罗素·斯图尔特、保罗·扬、挪拉·托梅和斯蒂芬·罗兰特                                                                                          | 提名   | [ 56 ]        |
| 好莱坞影评人协会        | 2021年3月5日   | 最佳动画或VFX表演奖        | 安纳·克奈夫西 | 提名   | [ 57 ]        |
| 好莱坞影评人协会        | 2021年3月5日   | 最佳动画片                 | 《狼行者》 | 獲獎   | [ 57 ]        |
| 好莱坞媒体音乐奖        | 2021年1月27日  | 最佳动画原创配乐           | 布鲁诺·库莱 | 提名   | [ 58 ]        |
| 休斯顿影评人协会        | 2021年1月18日  | 最佳动画片                 | 《狼行者》 | 提名   | [ 59 ]        |
| IndieWire影评人票选     | 2020年12月14日 | 最佳国际电影               | 《狼行者》 | 第7名  | [ 60 ]        |
| 国际电影从业者协会      | 2021年2月20日  | 最佳国际电影               | 汤姆·摩尔和罗素·斯图尔特 | 提名   | [ 61 ]        |
| 国际电影从业者协会奖    | 2021年2月18日  | 最佳动画片原创配乐         | 布鲁诺·库莱 | 獲獎   | [ 62 ]        |
| 伦敦影评人协会          | 2021年2月7日   | 年度科技成果               | 汤姆·摩尔和罗素·斯图尔特 | 提名   | [ 63 ]        |
| 洛杉磯影評人協會        | 2020年12月20日 | 最佳动画片                 | 《狼行者》 | 獲獎   | [ 64 ]        |
| 國家評論協會            | 2021年1月26日  | 十佳独立电影               | 《狼行者》 | 獲獎   | [ 65 ]        |
| 紐約影評人協會          | 2020年12月18日 | 最佳动画片                 | 《狼行者》 | 獲獎   | [ 66 ]        |
| 在线影评人协会          | 2021年1月25日  | 最佳动画片                 | 《狼行者》 | 提名   | [ 67 ]        |
| 美国制片人工会奖        | 2021年3月24日  | 美国制片人工会奖最佳动画片 | 保罗·扬、挪拉·托美、汤姆·摩尔和斯蒂芬·罗兰特 | 提名   | [ 68 ]        |
| 聖地牙哥影評人協會      | 2021年1月11日  | 最佳动画片                 | 《狼行者》 | 獲獎   | [ 69 ]        |
| 旧金山影评人协会        | 2021年1月18日  | 最佳动画片                 | 《狼行者》 | 提名   | [ 70 ]        |
| 卫星奖                  | 2021年2月15日  | 最佳動畫或混合媒體         | 《狼行者》 | 獲獎   | [ 71 ]        |
| 西雅图影评人协会        | 2021年2月15日  | 最佳动画片                 | 《狼行者》 | 獲獎   | [ 72 ]        |
| 圣路易斯影评人协会      | 2021年1月17日  | 最佳动画片                 | 《狼行者》 | 提名   | [ 73 ]        |
| 新墨西哥影評人協會      | 2021年1月18日  | 最佳动画片                 | 《狼行者》 | 獲獎   | [ 74 ]        |
| 多伦多影评人协会        | 2021年2月7日   | 最佳动画片                 | 《狼行者》 | 獲獎   | [ 75 ]        |
| Ursa Major奖            | 2021年3月31日  | 最佳影片                   | 《狼行者》 | 提名   | [ 76 ] [ 77 ] |
| 华盛顿特区影评人协会    | 2021年2月8日   | 最佳动画片                 | 《狼行者》 | 提名   | [ 78 ]        |
| 华盛顿特区影评人协会    | 2021年2月8日   | 最佳配音                   | 安纳·克奈夫西 | 提名   | [ 78 ]        |
| 女性影评人协会          | 2021年3月7日   | 最佳动画女性               | 伊娃·惠特克 | 亚军   | [ 79 ]        |
| 女性影评人协会          | 2021年3月7日   | 最佳动画女性               | 安纳·克奈夫西 | 提名   | [ 79 ]        |
| 金番茄獎                | 2021年2月28日  | 最佳动画片                 | 《狼行者》 | 第二名 | [ 80 ]        |
| 斯圖加特國際動畫電影節  | 2021年5月9日   | 最佳電影                   | 《狼行者》 | 獲獎   | [ 81 ]        |
| 愛爾蘭動畫獎            | 2021年5月21日  | 最佳動畫片段               | 《狼行者》 | 獲獎   | [ 82 ]        |
| 愛爾蘭動畫獎            | 2021年5月21日  | 最佳藝術指導和設計         | 《狼行者》 | 獲獎   | [ 82 ]        |
| 愛爾蘭動畫獎            | 2021年5月21日  | 最佳剪輯                   | 《狼行者》 | 獲獎   | [ 82 ]        |
| 愛爾蘭動畫獎            | 2021年5月21日  | 最佳愛爾蘭特色或特別節目   | 《狼行者》 | 獲獎   | [ 82 ]        |
| 愛爾蘭動畫獎            | 2021年5月21日  | 最佳音樂                   | 《狼行者》 | 提名   | [ 82 ]        |
| 愛爾蘭動畫獎            | 2021年5月21日  | 最佳音效設計               | 《狼行者》 | 提名   | [ 82 ]        |
| 愛爾蘭動畫獎            | 2021年5月21日  | 最佳分鏡                   | 《狼行者》 | 提名   | [ 82 ]        |
| 愛爾蘭電影電視學院      | 2021年7月4日   | 最佳電影獎                 | 《狼行者》 | 獲獎   | [ 83 ]        |
| 愛爾蘭電影電視學院      | 2021年7月4日   | 最佳導演獎                 | 湯姆·摩爾、羅斯·史都華 | 提名   | [ 83 ]        |
| 愛爾蘭電影電視學院      | 2021年7月4日   | 最佳劇本                   | 威爾·柯林斯 | 提名   | [ 83 ]        |
| 薩格勒布世界動畫電影節  | 2021年6月12日  | 觀眾獎 最佳電影            | 《狼行者》 | 獲獎   | [ 84 ]        |
| 凱奇凱梅特動畫電影節    | 2021年8月15日  | 最佳歐洲故事片獎           | 《狼行者》 | 獲獎   | [ 85 ]        |
| 凱奇凱梅特動畫電影節    | 2021年8月15日  | 觀眾獎                     | 《狼行者》 | 獲獎   | [ 85 ]        |
| 中国电影金鸡奖          | 2021年12月30日 | 最佳外语片                 | 《狼行者》 | 提名   | [ 86 ]        |
| 塞普蒂米烏斯獎          | 2022年6月7日   | 最佳动画片                 | 《狼行者》 | 獲獎   | [ 87 ]        |
| 約旦兒童電影節          | 2022年11月28日 | 觀眾獎 最佳電影獎          | 《狼行者》 | 獲獎   | [ 88 ]        |

## 未来
2021年接受采访时，摩尔表示影片和前两作一样，没有续集。